# 青岛地铁历史
本文叙述有关青岛地铁的建设和发展历史。

### 民国规划设想（1935年）
1935年，青岛市工务局制定《青岛市施行都市计划方案初稿》，提出青岛市发展到一定程度，必须有“市内高速交通”（即轨道交通快线）与地面常规交通相互配合。青岛因此成为中国最早提出建设地铁的城市。
本次规划考察世界各大都市的发展经验，推算人口超过100万人，即需要发展地铁交通。青岛未来人口增加，决不会在百万以下。规划据此提出，青岛应及早谋划，不能因当时离“需要高速交通之时期甚远，遂置之不问也。”规划对地铁网布局做了设计，即从规划市中心（台东镇以西）向四周放射，北达沧口、李村，南至栈桥、浮山所，总体呈“8字形”，总里程42 km。在市中心区为地下线，市中心区之外为高架线，主要考虑高架有碍地面交通，且破坏城市美观。机车全部用电力机车，以保持城市清洁卫生。
然而，时处社会动荡时期，规划设想仅能停留在纸面上，无法实施。

### 首次建设尝试（1987-2000年）
1987年，青岛市正式开始城市轨道交通线网的规划和可行性研究工作。1989年，青岛市结合当时的城市发展，规划了“两线一环”约48 km的初期线网。1991年青岛地铁一期工程通过国家计委批准并立项，成为第一批包含北京、天津、上海、广州等在内的8个获得国家批准轨道交通项目的城市之一。1993年9月，《青岛地铁一期工程可行性研究报告》通过国家级评审。
1994年，随着城市总体规划的调整，《青岛市区综合交通规划》对轨道线网进行了补充，形成了“四线一环”的构架，总规模约96 km。同年，青岛市地下铁道公司正式组建，并于12月24日开工建设“两站一区间”的试验段。
由于已建成的上海地铁1号线国产化率低、造价高昂，1995年12月28日，国务院办公厅发布《国务院办公厅关于暂停审批城市地下快速轨道交通项目的通知》，要求已批准立项和原则同意建设的多个项目停止对外签约，国家计委暂停审批可行性研究报告和开工。1999年，《青岛市城市快速轨道交通线网规划》编制完成。2000年，地铁试验段竣工验收，《青岛地铁一期工程可行性研究报告》上报国家计委审批，未有回应。

### 建设停滞（2000-2008年）
随着城市的发展变化以及城市总体规划的调整，《青岛市城市快速轨道交通线网规划》先后于2002年、2004年、2008年进行了修编。2008年版的线网总规模为519.4 km（市区线8条231.5 km、区域线4条287.9 km）。2007年，青岛市政府委托国家级咨询机构编制完成《青岛市轨道交通建设问题研究》。
2008年2月，青岛市轨道交通建设规划编制、报批工作正式启动；9月下旬，青岛市交通委、地铁公司、北京城建设计研究总院有限责任公司与青岛市规划设计研究院共同编制了包含1、2、3号线的《青岛市城市快速轨道交通建设规划（2009-2016年）》及相关附件、报告，并上报国家发改委审批。11月，环保部正式受理中国环科院联合青岛市环科院针对一期建设规划编制的《青岛市城市快速轨道交通规划（2009-2020年）环境影响报告书》，青岛市轨道交通规划环评工作进入报批程序。12月，环境保护部以“环审[2009]85号”文，批复并下发了环境影响报告书的审查意见；国家发改委专家评审通过建设规划，新的地铁试验段工程前期工作正式启动，初步确定试验段工程范围。
2009年2月20日，新的地铁试验段建设工程确定，工程位于黑龙江南路西侧，郑州路和长沙路交汇处，包含一座车站（河西站）和一个区间（河西站至保儿站）。4月，《青岛市城市快速轨道交通建设规划（2009-2016年）》审查会召开，送审稿方案中的1、2、3号线调整为只包含2、3号两条线，2010-2016年分两期建设2号线一期工程和3号线一期工程，线路长度54.7 km，车站46座。
以下文字引自“青岛政务网·政府在线”

轨道交通近期建设规划所选线路应沿城市客流较大且客流增速明显的交通走廊布置，途径主要的客流集散点，解决城市当前急需解决的交通问题，同时充分兼顾首条线路的运营效益。
以此为原则，对2016年前我市轨道交通建设项目进行过多轮方案比选。通过客流预测数据分析，M1客流强度明显低于M2和M3。M2和M3基本都位于中心城区的市内四区，沿线城市建设已基本成熟，客流强度基本相当，使得轨道交通的初期运营效益能够得到充分保证。但由于M3穿越的是主城南北中轴线和核心区，对城市道路交通能够起到更大的缓解作用，在平均运距和高峰断面上具有明显优势，因此将M3推荐作为我市启动建设的第一条轨道交通线路。经市委、市政府研究，国家级专家评审，最终确定M3（即3号线）为一期工程建设方案。

### 实质建设（2009年至今）
6月26日，试验段工程开工，可行性研究报告送审稿，环境影响评价、地震评价、地灾（含压矿）调查、安全预评价、管线调查等各项专题报告基本完成。7月13日，《青岛市城市快速轨道交通建设规划（2009-2016）》即第一轮建设规划顺利通过国家发展改革委员会、住房和城乡建设部审查，呈报国务院审批；8月13日，国家发展改革委员会以“发改基础[2009]2115号”文批复规划。该规划涉及两条线路，分别是地铁3号线和地铁2号线一期工程，总长约54 km，总投资约300亿元。其中，青岛地铁一期3号线工程自青岛站至青岛北站，全长24.9 km，共设站点22座，总投资约130亿元，计划建设期为2010年至2014年。2号线一期工程自台西至金水路，线路规划长约29.6 km，总投资约162亿元，计划建设期为2012年至2016年。规划中，具体的线路走向已基本确定，但站点的位置还未最终确定。
2009年11月30日，青岛市地铁建设工程奠基仪式在河西站举行。2010年2月底，提交正式的详细勘察报告。2010年3月26日，国家发改委对《青岛市地铁一期工程（3号线）工程可行性研究报告》进行了批复。2012年8月16日，国家发改委批复了《青岛地铁2号线一期工程可行性研究报告》。
为实现青岛市轨道交通的可持续发展，在对城市发展战略、布局结构、建设资金和建设能力及交通需求等综合因素分析的基础上，北京城建设计研究总院和青岛市城市规划设计研究院于2011年12月编制了《青岛市城市轨道交通近期建设规划（2013-2018年）》，即第二轮建设规划，主要包括1号线、4号线及6号线一期。2011年5月，长安大学、复旦大学完成《青岛市城市轨道交通近期建设规划（2013-2018年）》环境影响评价工作；2012年6月，环保部以环审[2012]206号文批复了《青岛市城市轨道交通近期建设规划（2013-2018年）环境影响报告书》；2012年10月，该规划通过国家发改委预审；2013年11月，国家发改委以发改基础[2013]2405号文批复了《青岛市城市轨道交通近期建设规划（2013-2018年）》。2013年7月，北京城建设计研究总院有限责任公司受青岛市政府委托，开展1号线可行性研究工作，于2013年8月编制完成《青岛地铁1号线工程可行性研究报告》，于2014年1月完成总体设计。2015年12月，青岛市城市轨道交通近期建设规划（二期调整+三期）项目由北京城建设计发展集团股份有限公司中标。2016年4月26日，国家发改委以发改基础[2016]909号文批复《青岛市城市轨道交通第二期建设规划调整方案（2013-2021年）》，调整建设6号线一期工程、新增8号线工程、将原1号线拆分为1号线和7号线一期、将原4号线向东延伸4.5 km。
青岛地铁3号线作为实质性的首条线路，在建设过程中，因遇到包括施工经验不足、地质条件恶劣和拆迁涉及土地所有权和房屋产权纠纷等诸多问题，工期滞后；至2015年底（工程奠基后的6年）只有北段（青岛北站～双山站区间）开通，全线于2016年12月18日开通试运营。2号线一期东段于2017年12月10日开通试运营。11号线一期于2018年4月23日开通试运营。

## 备注
1. ↑  青岛站、青纺医院站和青纺医院站至水清沟站1.4 km区间隧道
2. ↑   註: